# Verena Gasslitter
Verena Gasslitter (Bressanone, 12 ottobre 1996) è un'ex sciatrice alpina italiana.

## Biografia
Velocista originaria di Castelrotto, la Gasslitter si è formata agonisticamente nelle file dell'Amateur Sportclub Kastelruth (ove ha militato dal 2004 al 2011) e poi in quelle del Centro Agonistico Altipiano dello Sciliar. Dal 2015 ha gareggiato per il Centro Sportivo Carabinieri.

### Stagioni 2012-2016
Attiva in gare FIS dal dicembre del 2011, nella stagione 2012-2013 ha vinto la medaglia d'oro nello slalom gigante dell'XI Festival olimpico invernale della gioventù europea di Brașov. In Coppa Europa ha debuttato ad Andalo in slalom gigante il 12 dicembre 2013, senza concludere la seconda manche. Ha quindi colto il primo podio nel circuito continentale il 10 dicembre 2015 a Lillehammer Kvitfjell in supergigante (2ª) e l'unica vittoria, nonché ultimo podio, il 4 febbraio 2016 a Davos nella medesima specialità.
Il 7 febbraio 2016 ha esordito in Coppa del Mondo, nel supergigante di Garmisch-Partenkirchen, senza concludere la prova; il 29 febbraio dello stesso anno ha vinto la medaglia di bronzo nel supergigante ai Mondiali juniores di Soči/Roza Chutor. In quella stessa stagione 2015-2016 in Coppa Europa ha vinto la classifica di supergigante (precedendo le connazionali Lisa Magdalena Agerer e Anna Hofer) e si è piazzata 5ª in quella generale.

### Stagioni 2017-2022
Infortunatasi durante il supergigante di Coppa del Mondo disputato a Lake Louise il 4 dicembre 2016, ha successivamente patito ulteriori gravi problemi fisici, tali da obbligarla a circa tre anni di lontananza dalle gare e a un lungo e complesso iter riabilitativo. Ritornata alle competizioni nella stagione 2019-2020, il 20 dicembre 2020 ha ottenuto il miglior piazzamento in Coppa del Mondo, piazzandosi 28ª nel supergigante di Val-d'Isère.
A seguito del protrarsi dei postumi dei numerosi infortuni, ha annunciato il suo ritiro dalle competizioni nell'aprile del 2022; la sua ultima gara è stata un supergigante FIS disputato il 19 gennaio a Santa Caterina Valfurva. In carriera non ha preso parte a rassegne olimpiche o iridate.

## Palmarès

### Mondiali juniores
- 1 medaglia:
  - 1 bronzo (supergigante a Soči/Roza Chutor 2016)

### Festival olimpico invernale della gioventù europea
- 1 medaglia:
  - 1 oro (slalom gigante a Brașov 2013)

### Coppa del Mondo
- Miglior piazzamento in classifica generale: 120ª nel 2021

### Coppa Europa
- Miglior piazzamento in classifica generale: 5ª nel 2016
- Vincitrice della classifica di supergigante nel 2016
- 4 podi:
  - 1 vittoria
  - 3 secondi posti
  - 1 terzo posto

#### Coppa Europa - vittorie
| Data            | Località | Paese    | Specialità |
| --------------- | -------- | -------- | ---------- |
| 4 febbraio 2016 | Davos    | Svizzera | SG         |

Legenda:

SG = supergigante